# Gdańsk Jasień
Gdańsk Jasień – przystanek Pomorskiej Kolei Metropolitalnej, leżący na styku granic trzech dzielnic Brętowo, Jasień, Piecki-Migowo na wysokości ok. 95 m n.p.m. Przy czym  około 50% przystanku leży na terenie Jasienia, prawie 50% na Pieckach-Migowie i niewielka część na Brętowie. Przystanek obsługują przewoźnicy Polregio i SKM w Trójmieście. Umożliwiają oni bezpośredni dojazd do Gdańska Wrzeszcza, Gdyni Głównej, Gdańska Głównego a także Kartuz i Kościerzyny. Stacja leży na linii kolejowej Gdańsk Wrzeszcz – Gdańsk Osowa (nr 248) z regularnym ruchem pasażerskim.

## Ruch pasażerski
| Rok  | Wymiana pasażerska na dobę |
| ---- | -------------------------- |
| 2017 | 500-699                    |
| 2022 | 700-999                    |

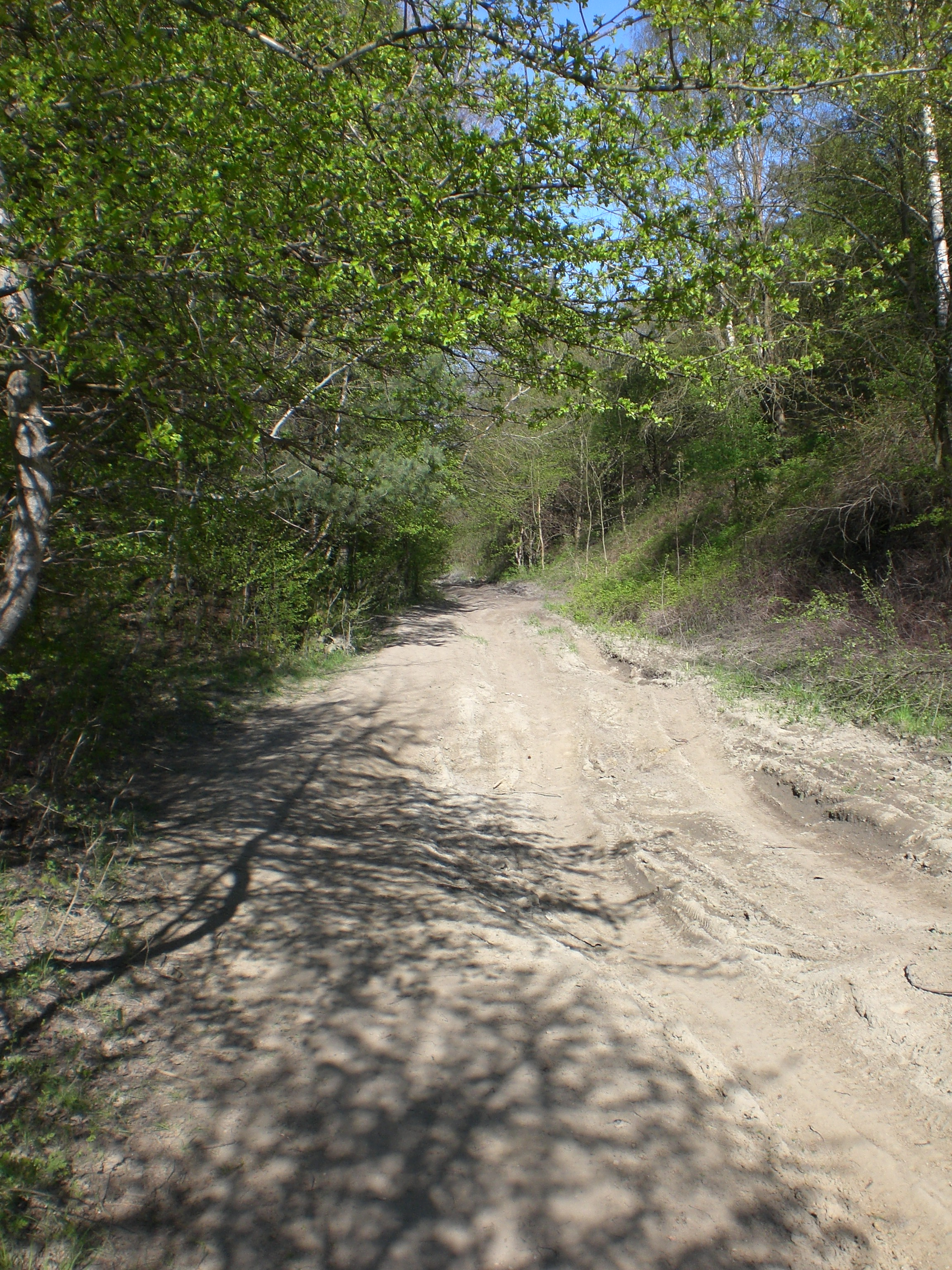
Ślad linii Gdańsk Wrzeszcz – Stara Piła w pobliżu przystanku Gdańsk Jasień (2007 r.)

W bezpośrednim sąsiedztwie przystanku jest usytuowana pętla autobusowa „Jasień PKM” z której możliwe jest dojechanie bezpośrednio autobusem do Gdańska Głównego, Piecków-Migowo, Brętowa, Ujeściska-Łostowic, oraz Oliwy.

## Historia
W miejscu obecnego przystanku, dokładnie w okolicach wschodniego krańca do 1945 nad ówczesną linią kolejową Gdańsk Wrzeszcz – Stara Piła przechodził nieduży wiadukt drogowy. Został wysadzony przez Niemców w celu zablokowania torów przed oddziałami radzieckimi.

W trakcie projektowania do 2011 przystanek nosił roboczą nazwę Wróbla Staw, zmienioną później w wyniku plebiscytu na „Gdańsk Jasień”. Linia PKM przy przystanku Gdańsk Jasień została zbudowana w śladzie linii Gdańsk Wrzeszcz – Stara Piła.